# Johanna von Gutzeit
Johanna von Gutzeit (* 1987 in Bochum) ist eine deutsche Schauspielerin und Synchronsprecherin.

## Leben
Johanna von Gutzeit wuchs in einer Musikerfamilie auf und spielt Geige und Bratsche. Sie studierte bis 2014 Schauspiel an der Bayerischen Theaterakademie August Everding. Nach einigen Gastproduktionen kam sie 2015 ans Schlosstheater Celle. Ab 2018 war sie in der Fernsehfilm-Reihe Team Alpin als Bergführerin „Martina Stadler“ zu sehen. Seit 2020 ist sie auch als Synchronsprecherin tätig.

## Filmografie (Auswahl)
- 2018–2019: Team Alpin (Fernsehreihe, 4 Folgen)
- 2021: Mich hat keiner gefragt

## Synchronrollen (Auswahl)
- 2021: Lee Yoo-mi als Ji-yeong (Nummer 240) in Squid Game
- 2021: Ali Johnson als Off. Jeannie Lewis in Saw: Spiral
- 2022: Anjana Vasan als Pam in Killing Eve
- 2022–2024: Charlie Murphy als Makee in Halo (Fernsehserie)
- seit 2023: Tuuli Narkle als Evie Cooper in NCIS: Sydney (Fernsehserie)
- 2025: Sonya Cassidy als Susan Duffy in Reacher